# Secret Story - Casa dos Segredos: Luta pelo Poder
O Secret Story - Casa dos Segredos: Luta pelo Poder foi um novo formato do Secret Story - Casa dos Segredos e estreou a 22 de Fevereiro de 2015. Transmitido na TVI e produzido pela Endemol Portugal foi apresentado por Teresa Guilherme.

## Emissão
| Programa                       | Emissão          | Apresentação                                                |
| ------------------------------ | ---------------- | ----------------------------------------------------------- |
| Diário da Noite                | Segunda a Sábado | (apenas imagem, sem apresentador)                           |
| Extra                          | Segunda a Sexta  | Isabel Silva                                                |
| Repórteres                     | -                | Isabel Silva, Fanny Rodrigues, Flávio Furtado               |
| Comentadores                   | Sexta            | Marta Cardoso, Fanny Rodrigues, Flávio Furtado e convidados |
| Nomeações e Especial expulsões | Terça / Quinta   | Teresa Guilherme                                            |
| Gala de Expulsão               | Domingo          | Teresa Guilherme                                            |

## Concorrentes
| Concorrente           | Edição         | Classificação (na edição) | Data de entrada         | Data de saída       | Classificação final |
| --------------------- | -------------- | ------------------------- | ----------------------- | ------------------- | ------------------- |
| Bruno Sousa           | Secret Story 5 | 3.º lugar                 | 22 de Fevereiro de 2015 | 15 de Março de 2015 | 1.º lugar           |
| Tiago Ginga           | Secret Story 4 | 6.º lugar                 | 22 de Fevereiro de 2015 | 15 de Março de 2015 | 2.º lugar           |
| Juliana Dias          | Secret Story 4 | 16.º lugar                | 22 de Fevereiro de 2015 | 15 de Março de 2015 | 3.º lugar           |
| Vera Ferreira         | Secret Story 1 | 3.º lugar                 | 22 de Fevereiro de 2015 | 15 de Março de 2015 | 4.º lugar           |
| Sandra Costa          | Secret Story 3 | 15.º lugar                | 22 de Fevereiro de 2015 | 15 de Março de 2015 | 5.º lugar           |
| António David         | Secret Story 1 | 1.º lugar                 | 22 de Fevereiro de 2015 | 11 de Março de 2015 | 6.º lugar           |
| Rúben Boa Nova        | Secret Story 3 | 1.º lugar                 | 22 de Fevereiro de 2015 | 11 de Março de 2015 | 7.º lugar           |
| Agnes Arabela Marques | Secret Story 5 | 2.º lugar                 | 22 de Fevereiro de 2015 | 8 de Março de 2015  | 8.º lugar           |
| Miguel Caleira        | Secret Story 2 | 7.º lugar                 | 22 de Fevereiro de 2015 | 8 de Março de 2015  | 9.º lugar           |
| Tatiana Magalhães     | Secret Story 3 | 7.º lugar                 | 22 de Fevereiro de 2015 | 5 de Março de 2015  | 10.º lugar          |
| Rúben Nave            | Secret Story 4 | 8.º lugar                 | 22 de Fevereiro de 2015 | 1 de Março de 2015  | 11.º lugar          |
| Daniela Pimenta       | Secret Story 2 | 8.º lugar                 | 22 de Fevereiro de 2015 | 1 de Março de 2015  | 12.º lugar          |

## Convidados especiais
Os convidados não estão habilitados aos prémios, não podem nomear nem ser nomeados. Podem abandonar a casa a qualquer momento.
- José Castelo Branco - a partir do dia 26 de Fevereiro e até 8 de Março de 2015.
- Zé-Zé Camarinha - entra durante a gala de 8 de Março e expulso na mesma noite logo após agressão física a Castelo Branco.

## Nomeações e expulsões
|            | Dia 3                                                       | Dia 10                                      | Dia 12                                                    | Dia 16                                           | Dia 22                          | Dia 22                          |                    |
| ---------- | ----------------------------------------------------------- | ------------------------------------------- | --------------------------------------------------------- | ------------------------------------------------ | ------------------------------- | ------------------------------- | ------------------ |
| Bruno      | Miguel                                                      | Agnes Miguel                                | Agnes                                                     | Nomeado                                          | 1.º lugar (Dia 22)              | 1.º lugar (Dia 22)              |                    |
| Tiago      | Tatiana                                                     | Agnes Sandra                                | Sandra                                                    | Nomeado                                          | 2.º lugar (Dia 22)              | 2.º lugar (Dia 22)              |                    |
| Juliana    | Vera                                                        | Rúben B. Vera                               | Vera                                                      | Nomeada                                          | 3.º lugar (Dia 22)              | 3.º lugar (Dia 22)              |                    |
| Vera       | Miguel                                                      | Agnes Juliana                               | Agnes                                                     | Nomeada                                          | 4.º lugar (Dia 22)              | 4.º lugar (Dia 22)              |                    |
| Sandra     | António                                                     | António                                     | António                                                   | Nomeada                                          | 5.º lugar (Dia 22)              | 5.º lugar (Dia 22)              |                    |
| António    | Rúben N.                                                    | Sandra                                      | Sandra                                                    | Nomeado                                          | Eliminado (Dia 18)              | Eliminado (Dia 18)              | Eliminado (Dia 18) |
| Rúben B.   | António                                                     | Juliana Vera                                | Vera                                                      | Nomeado                                          | Eliminado (Dia 18)              | Eliminado (Dia 18)              | Eliminado (Dia 18) |
| Agnes      | Rúben N.                                                    | Bruno                                       | Bruno                                                     | Eliminada (Dia 15)                               | Eliminada (Dia 15)              | Eliminada (Dia 15)              |                    |
| Miguel     | Vera                                                        | Agnes Tatiana                               | Bruno                                                     | Expulso (Dia 15)                                 | Expulso (Dia 15)                | Expulso (Dia 15)                |                    |
| Tatiana    | Miguel                                                      | Agnes Miguel                                | Eliminada (Dia 12)                                        | Eliminada (Dia 12)                               | Eliminada (Dia 12)              | Eliminada (Dia 12)              |                    |
| Rúben N.   | António                                                     | Eliminado (Dia 8)                           | Eliminado (Dia 8)                                         | Eliminado (Dia 8)                                | Eliminado (Dia 8)               | Eliminado (Dia 8)               |                    |
| Daniela P. | Rúben N.                                                    | Expulsa (Dia 8)                             | Expulsa (Dia 8)                                           | Expulsa (Dia 8)                                  | Expulsa (Dia 8)                 | Expulsa (Dia 8)                 |                    |
|            |                                                             |                                             |                                                           |                                                  |                                 |                                 |                    |
| Notas      | 1, 2, 3                                                     | 4                                           | 5, 6                                                      | 7                                                | 8                               | 8                               |                    |
| Expulsos   | Daniela P.                                                  | nenhum                                      | Miguel                                                    | nenhum                                           | nenhum                          | nenhum                          |                    |
| Nomeados   | Miguel Vera António Ruben N.                                | Miguel Rúben B. Tatiana                     | Vera Bruno Sandra Agnes                                   | António Bruno Juliana Rúben B. Sandra Tiago Vera | Bruno Juliana Sandra Tiago Vera | Bruno Juliana Sandra Tiago Vera |                    |
| Eliminado  | Rúben N. 47% dos votos                                      | Tatiana 44% dos votos                       | Agnes 77% dos votos                                       | Rúben B. 2% dos votos                            | Sandra 3% dos votos             | Vera 6% dos votos               |                    |
| Eliminado  | Rúben N. 47% dos votos                                      | Tatiana 44% dos votos                       | Agnes 77% dos votos                                       | António 3% dos votos                             | Juliana 8% dos votos            | Tiago 41% dos votos             |                    |
| Salvo      | António 40% dos votos Miguel 9% dos votos Vera 4% dos votos | Rúben B. 35% dos votos Miguel 21% dos votos | Bruno 18% dos votos Sandra 3% dos votos Vera 2% dos votos | Finalistas 95% dos votos                         | Bruno 42% dos votos             | Bruno 42% dos votos             |                    |

Notas
- ↑Nota 1 :      Agnes e Sandra ganharam imunidade por terem vencido um tarefa. Consequentemente, Bruno e Juliana ficaram também imunes.
- ↑Nota 2 :      Nas primeiras nomeações, cada um nomeia no grupo onde se encontra (Senhores ou Criados).
- ↑Nota 3 :      Daniela P. foi expulsa por ser a concorrente com menos créditos.
- ↑Nota 4 :           Nestas nomeações, o convidado José Castelo Branco escolheu quem eram os três nomeados. Os concorrentes fizeram as suas nomeações na sala, mas estas não contaram.
- ↑Nota 5 :      Nestas nomeações, os Senhores nomeiam os Criados e os Criados nomeiam os Senhores.
- ↑Nota 6 :      Miguel foi expulso por ser o concorrente com menos créditos. Os concorrentes tiveram que escolher entre ele e o Tiago por eles terem menos créditos.
- ↑Nota 7 :      Todos os concorrentes ficaram nomeados para eleger os finalistas.
- ↑Nota 8 : Os finalistas da Luta pelo Poder são: Bruno, Juliana, Sandra, Tiago e Vera. O público vota para quem querem que seja o vencedor.

### Votação do público
| Dia    | Nomeados                                                | Votação do público                                             | Expulsão           |
| ------ | ------------------------------------------------------- | -------------------------------------------------------------- | ------------------ |
| Dia 3  | Miguel, Vera, António e Ruben N.                        | Ruben N. (47%), António (40%), Miguel (9%), Vera (4%)          | Ruben N.           |
| Dia 10 | Miguel, Rúben B. e Tatiana                              | Tatiana (44%), Rúben B. (35%), Miguel (21%)                    | Tatiana            |
| Dia 12 | Vera, Bruno, Sandra e Agnes                             | Agnes (77%), Bruno (18%), Sandra (3%), Vera (2%)               | Agnes              |
| Dia 16 | António, Bruno, Juliana, Rúben B., Sandra, Tiago e Vera | Ruben B. (2%), António (3%), restantes (95%)                   | Ruben B. e António |
| Dia 18 | Tiago, Vera, Juliana, Sandra e Bruno                    | Bruno (42%), Tiago (41%), Juliana (8%), Vera (6%), Sandra (3%) | Finalistas         |

## Mudanças de Poder
|            | Semana 1 | Semana 2     | Semana 2     | Semana 3     | Semana 3     | Semana 3     | Semana 3     |
| Dia 9-12   | Semana 1 | Dia 13-15    | Dia 16-17    | Dia 18       | Dia 19       | Dia 20-22    |              |
| ---------- | -------- | ------------ | ------------ | ------------ | ------------ | ------------ | ------------ |
| Tiago      | Criado   | Senhor       | Senhor       | Senhor       | Criado       | Criado       | Senhor       |
| Bruno      | Criado   | Senhor       | Senhor       | Criado       | Senhor       | Criado       | Senhor       |
| Vera       | Criada   | Senhora      | Senhora      | Criada       | Senhora      | Criada       | Senhora      |
| Juliana    | Criada   | Criada       | Criada       | Criada       | Senhora      | Criada       | Senhora      |
| Sandra     | Senhora  | Criada       | Criada       | Senhora      | Criada       | Criada       | Senhora      |
| António    | Senhor   | Senhor       | Senhor       | Senhor       | Criado       | Fora da Casa | Fora da Casa |
| Rúben B.   | Senhor   | Criado       | Criado       | Criado       | Senhor       | Fora da Casa | Fora da Casa |
| Agnes      | Senhora  | Criada       | Criada       | Fora da Casa | Fora da Casa | Fora da Casa | Fora da Casa |
| Miguel     | Criado   | Criado       | Criado       | Fora da Casa | Fora da Casa | Fora da Casa | Fora da Casa |
| Tatiana    | Criada   | Senhora      | Fora da Casa | Fora da Casa | Fora da Casa | Fora da Casa | Fora da Casa |
| Rúben N.   | Senhor   | Fora da Casa | Fora da Casa | Fora da Casa | Fora da Casa | Fora da Casa | Fora da Casa |
| Daniela P. | Senhora  | Fora da Casa | Fora da Casa | Fora da Casa | Fora da Casa | Fora da Casa | Fora da Casa |

## Segredos
- Segredo do Poder - "A Voz não dorme. Está sempre ligada" - descoberto por Vera no dia 16.

## Recordes da edição
| Número de concorrentes                         | 12                                               |
| Concorrente nunca nomeado(a)                   | Daniela e Tiago                                  |
| Concorrente mais vezes nomeado(a)              | Vera - 3 nomeações                               |
| Concorrente que mais "sobreviveu" às nomeações | Vera - "sobreviveu" a 3 nomeações                |
| Concorrente mais vezes imune                   | Agnes, Bruno, Juliana e Sandra - 1 imunidade     |
| Concorrente eliminado(a) com menor percentagem | Rúben B. - 2% para salvar, contra 6 concorrentes |
| Concorrente eliminado(a) com maior percentagem | Agnes - 77% para expulsar, contra 3 concorrentes |
| Nomeado(a) com menor percentagem de voto       | Vera - 2% para expulsar, contra 3 concorrentes   |
| Expulsões                                      | 2 - Daniela e Miguel                             |

## Audiências

### Galas
| # | Dia                              | Telespectadores | Rating | Share | Referência |
| - | -------------------------------- | --------------- | ------ | ----- | ---------- |
| 1 | Domingo, 22 de Fevereiro de 2015 | 1 254 000       | 13,2%  | 37,9% | [ 2 ]      |
| 2 | Domingo, 1 de Março de 2015      | 1 225 500       | 12,9%  | 30,8% | [ 3 ]      |
| 3 | Domingo, 8 de Março de 2015      | 1 292 000       | 13,6%  | 32,8% | [ 4 ]      |
| 4 | Domingo, 15 de Março de 2015     | 1 216 000       | 12,8%  | 37,9% | [ 5 ]      |
| - | Média                            | 1,244,500       | 13,1%  | 34,9% | -          |

### Nomeações e Especiais expulsão
| # | Dia                                  | Telespectadores | Rating | Share | Referência |
| - | ------------------------------------ | --------------- | ------ | ----- | ---------- |
| 1 | Terça-feira, 24 de Fevereiro de 2015 | 1 064 000       | 11,2%  | 23,0% | [ 6 ]      |
| 2 | Terça-feira, 3 de Março de 2015      | 1 149 500       | 12,1%  | 24,2% | [ 7 ]      |
| 3 | Quinta-feira, 5 de Março de 2015     | 1 216 000       | 12,8%  | 25,2% | [ 8 ]      |
| 4 | Segunda-feira, 9 de Março de 2015    | 1 282 500       | 13,5%  | 26,2% | [ 9 ]      |
| 5 | Quarta-feira, 11 de Março de 2015    | 1 130 500       | 11,9%  | 24,8% | [ 10 ]     |
| - | Média                                | 1 168 500       | 12,3%  | 24,7% | -          |

Legenda
     Valor mais alto
     Valor mais baixo
     Média